# Sabine Braun
Sabine Braun (Essen, Renania del Norte-Westfalia, Alemania, 19 de junio de 1965) fue una atleta alemana, especializada en la prueba de heptalón en la que llegó a ser dos veces campeona del mundo, en 1991 y 1997.

## Carrera deportiva
En el Mundial de Tokio 1991 ganó la medalla de oro en heptalón, con una puntuación total de 6672 puntos, por delante de la rumana Liliana Năstase y la soviética Irina Belova.
Dos años después, en el Mundial de Stuttgart 1993 ganó la plata, quedando tras la estadounidense Jackie Joyner-Kersee y por delante de la bielorrusa Svetlana Buraga.
Y en el Mundial de Atenas 1997 volvió a ganar el oro, por delante de la británica Denise Lewis y la lituana Remigija Nazarovienė.

## Private life
Sabine Braun es abiertamente lesbiana y vive con la landora de jabalina retirada Beate Peters.